# Nicola Alaimo
Pour les articles homonymes, voir Alaimo.
Nicola Alaimo (né le 5 octobre 1978  à Palerme, en Sicile) est un chanteur lyrique italien baryton-basse.

## Biographie
À seulement 19 ans, Nicola Alaimo remporte en 1997 le concours Giuseppe di Stefano à Trapani en interprétant le rôle de Dandini dans La Cenerentola de Gioachino Rossini. Il se perfectionne ensuite en suivant les cours de son oncle Simone Alaimo et de Vittoria Mazzoni, avant d’intégrer l'Accademia Rossiniana de Pesaro, où il chante Raimbaud dans Le Comte Ory de Gioachino Rossini sous la direction d'Alberto Zedda. 
Sa carrière prend une autre dimension en 2003 lorsqu'il interprète le Comte de Luna dans Le Trouvère de Giuseppe Verdi au Festival de Ravenne. Il est remarqué également pour son interprétation de Pharaon dans Moïse et Pharaon de Rossini sous la direction de Riccardo Muti à La Scala de Milan. Il interprète en 2006 le rôle-titre de Don Pasquale au Festival de Ravenne sous la direction de Riccardo Muti, qui l'emmène en tournée en Europe et en Russie. Il chante Fra Melitone dans La forza del destino au Maggio Musicale Fiorentino sous la direction de Zubin Mehta, et Dandini dans La Cenerentola de Rossini au Festival de Salzbourg. Il est régulièrement invité par le Rossini Opera Festival de Pesaro. En 2019, il interprète le rôle titre de Guillaume Tell de Rossini aux Chorégies d'Orange sous la direction de Gianluca Capuano.

## Carrière
Nicola Alaimo s'est produit sur les plus grandes scènes internationales notamment :
- au Metropolitan Opera dans L'italiana in Algeri de Rossini et La forza del destino de Verdi
- à l'Opéra de Chicago dans Don Quichotte de Jules Massenet (Sancho Panza)
- au Royal Opera House de Londres dans La traviata de Verdi (Giorgio Germont)
- à La Scala de Milan dans Don Pasquale de Gaetano Donizetti, Falstaff de Verdi, Le Comte Ory de Rossini et La Cenerentola de Rossini (Dandini)
- La Fenice de Venise dans Le Barbier de Séville de Rossini (Bartolo)
- au Teatro dell'Opera di Roma dans Attila (Ezio) sous la direction de Riccardo Muti, dans Moïse et Pharaon de Rossini (Pharaon) et dans Le mariage inattendu de Giovanni Paisiello (le marquis de Tulipano)
- Teatro San Carlo de Naples fans L'elisir d'amore de Donizetti (Dulcamara)
- Teatro Massimo de Palerme dans Un ballo in maschera de Verdi (Renato)
- au Teatro Regio de Turin dans I puritani de Vincenzo Bellini (Riccardo)
- à l'Opéra de Paris dans La forza del destino de Giuseppe Verdi (Fra Melitone) en 2011, La Cenerentola de Gioachino Rossini (Dandini) en 2012 et Simon Boccanegra de Verdi en 2018
- à l'Opéra de Lyon dans Guillaume Tell de Rossini (rôle-titre)
- à l'Opéra de Marseille dans Rigoletto de Verdi (rôle-titre)
- au Théâtre du Capitole de Toulouse dans La traviata de Verdi (Giorgio Germont)
- au Théâtre des Champs-Élysées, à Paris dans Guillaume Tell de Rossini (rôle-titre)
- au Staatsoper de Vienne dans L'elisir d'amore de Gaetano Donizetti (Belcore) et Così fan tutte de Wolfgang Amadeus Mozart (Don Alfonso)
- à l'Opéra national des Pays-Bas à Amsterdam dans Poliuto de Donizetti (Severo)
- à La Monnaie de Bruxelles
- à l'Opéra royal de Wallonie à Liège dans Luisa Miller de Verdi (Miller)
- à l'Opéra de Flandre dans Simon Boccanegra (rôle-titre)
- au Teatro Real de Madrid dans Falstaff de Verdi (Don Magnifico)
- au Bayerische Staatsoper de Munich dans L'elisir d'amore de Donizetti (Dulcamara)
- à l'Opéra de Monte-Carlo dans Falstaff de Verdi

## Récompenses et distinctions
- concours Giuseppe di Stefano, Trapani
- Prix Abbiati en 2016
- Prix Ettore Bastianini en 2019